# 飯森盛春
飯森 盛春（いいもり もりはる）は、戦国時代の武将。信濃国安曇郡平倉城主。

## 略歴
飯森氏は信濃の仁科氏の支族。
盛春は甲斐武田氏の信濃侵攻に際して、信濃守護・小笠原氏と結び抵抗する。弘治3年（1557年）、武田氏の山県昌景の攻撃を受け、越後国の長尾景虎（上杉謙信）に援軍を要請したが平倉城は落城、盛春は自害した。